# Carex peckii
Carex peckii är en halvgräsart som beskrevs av Elliot Calvin Howe.
Carex peckii ingår i släktet starrar och familjen halvgräs. Inga underarter finns listade i Catalogue of Life.